# Cecilia Curbelo
Cecilia Curbelo Berberián (Montevideo, Uruguay, 23 de enero de 1975), también conocida como Ceci Curbelo, es una comunicadora, escritora, guionista, editora y docente uruguaya.

## Vida
Estudió en el Colegio y Liceo Sagrada Familia y es licenciada en Ciencias de la Comunicación por la Universidad Católica del Uruguay. Estudió guiones literarios para cinematografía en la Escuela de Cine. Fue redactora en la revista «El Escolar», "Padres e Hijos" y editora en la revista Upss! del diario El País hasta 2018. Además es guionista de teatro y televisión (es la guionista de Bake Off Uruguay) y docente de la  Universidad Católica del Uruguay en el campus Punta del Este. 
Aunque había publicado dos libros en 2005 y 2006, la primera obra que obtuvo gran acogida entre los lectores adolescentes fue La decisión de Camila, una novela juvenil publicada en 2011 que fue seguida por otras cuatro, conformando una serie que cubre un abanico de temas de la adolescencia. En 2014 ya había vendido en Uruguay un total de 60 000 y en 2018 ya había vendido más de 100 000 ejemplares, lo que constituye para su país una cifra «inédita». 
En 2018, Noticias de otros lugares (Des Nouvelles D´Ailleurs) publicó la nouvelle "5 días con Natalia" para estudiantes de educación secundaria de español en Francia. A partir de entonces, ha traducido toda la Serie Decisiones al francés y la comercializa en Bélgica y Francia.
En 2020, dos libros "Lucas e Inés sin etiquetas" (Serie Azar) y "Aunque él no esté" (Serie Aunque), fueron elegidos para el Plan Lector de Perú para la cadena Innova Schools. 
En 2023 Enlace Editorial sumó varios de sus títulos a su catálogo de Plan Lector Colombia y en la actualidad cientos de instituciones colombianas adoptaron sus libros para educación secundaria. En 2024 adquirieron asimismo la Serie Maju para educación primaria en Colombia. 
En 2024 Mondadori Italia compró los derechos de traducción al italiano de la Serie Maju que publicó en el mismo año. 
Sus libros se publicaron en Argentina, Chile, Panamá, Paraguay, México, Guatemala, Colombia, Ecuador, Perú, España, Italia, y se comercializan asimismo en Bélgica, Nicaragua, Costa Rica, Bolivia y Francia, algunos de sus libros traducidos al inglés, italiano y francés.
Está casada y tiene una hija llamada Rocío.

## Libros
- 2005, Mujeres simples (Editorial Autores Uruguayos)
- 2006, Terapiadas  (Editorial Autores Uruguayos)
- 2010, Secretos bien guardados (Editorial Torre del Vigía)
- 2011, La decisión de Camila  (Sudamericana. Superventas, ISBN 9789974683709)
- 2012, Las dos caras de Sofía (Sudamericana, ISBN 9789974683907)
- 2012, Este libro es mío (Sudamericana, ISBN 9789974701144)
- 2013, La confesión de Micaela (Sudamericana. Superventas, ISBN 9789974701663)
- 2013, Serie decisiones (Sudamericana, ISBN 9789974701762)
- 2013, Este libro es mío II (Sudamericana, ISBN 9789974701885)
- 2014, La otra vida de Belén (Sudamericana. Superventas, ISBN 9789974713611)
- 2015, La búsqueda de Lucía (Sudamericana. Superventas, ISBN 9789974723870)
- 2015, Palabras y emociones de la A a la Z (Sudamericana, ISBN 9789974723900)
- 2016, Aunque él no esté (Montena, ISBN 9789974736672)
- 2017, Aunque ella esté (Montena, ISBN 9789974748507)
- 2018, A la manera de Agustina (Montena, ISBN 9789974888371).
- 2019, Lucas (e Inés) sin etiquetas (Montena, ISBN 9789974899223).[9][10]
- 2019, Maju, ¡pará de hablar! (Alfaguara, ISBN 9789974903258)
- 2020, Lo que Natalia no sabe (Montena, ISBN 9789915652078)
- 2021, Maju, ¡no sos el ombligo del mundo! (Alfaguara, ISBN 9789915652900)
- 2021, Matías y Emma en una jaula de oro. (Montena, ISBN 9789915659558)
- 2022, Amiga tóxica (Montena, ISBN 9789915673233)
- 2023, Maju, ¡cambiá esa cara larga! (Alfaguara, ISBN 9789915678238)
- 2023, Familia tóxica (Montena, ISBN 9789915678573)
- 2025, Amor tóxico (Montena, ISBN 9789915697130)

## Premios
- 2011: premio Cervantes otorgado por la Institución Cervantes del Uruguay.[11]
- 2012: premio Quijote otorgado por la Institución Cervantes del Uruguay.[12]
- 2012: premio Libro de Oro por la Cámara Uruguaya del Libro, otorgado al libro La decisión de Camila, por ser superventas del año en su rubro.[13]
- 2012: Premio Bartolomé Hidalgo, revelación.[14]
- 2013: premio Libro de Oro por la Cámara Uruguaya del Libro, otorgado al libro La confesión de Micaela, por ser superventas del año en su categoría.[13][15]
- 2014: votación del público como "Mujer del Año 2014" en el rubro literatura en Uruguay.[16]
- 2014: premio Libro de Oro por la Cámara Uruguaya del Libro, otorgado al libro La otra vida de Belén, por ser superventas del año en su rubro.[17]
- 2015: premio Libro de Oro por la Cámara Uruguaya del Libro, otorgado al libro La búsqueda de Lucía, por ser superventas del año en su rubro.[18]
- 2017: votación del público como "Mujer del Año 2017" en el rubro literatura en Uruguay.
- 2019: votación del público como "Mujer del Año 2019" en el rubro literatura en Uruguay.